# Catherine Bourke
Catherine Bourke, nacida McHugh (1 de noviembre de 1879-15 de abril de 1912), fue una pasajera de tercera clase del RMS Titanic, que pereció en el naufragio del transatlántico.

## Biografía
Nacida en Tawnagh, Adergoole (condado de Mayo, Irlanda), Catherine era hija de Patrick McHugh, granjero, y Mary Madden, quienes contrajeron matrimonio el 22 de mayo de 1865 en Ballina. Catherine tenía seis hermanos: Margaret (nacida el 4 de mayo de 1866), Anthony (nacido el 27 de agosto de 1868), Mary (nacida el 10 de septiembre de 1870), Cecily (nacida el 8 de marzo de 1877), Ellen (nacida el 3 de noviembre de 1881) y Thomas (nacido el 17 de noviembre de 1883).
Los padres de Catherine murieron cuando ella tenía dieciséis años. Su madre falleció tras padecer durante seis meses de una salud delicada, produciéndose su deceso el 19 de enero de 1886, mientras que su padre falleció de cáncer el 25 de septiembre del mismo año. Catherine emigró a Estados Unidos en los siguientes cinco años, estableciéndose en Chicago, Illinois. Regresó a Irlanda junto a su amiga Catherine McGowan en octubre de 1910, contrayendo matrimonio con el granjero y conocido de la infancia John Bourke el 5 de marzo de 1911 en la iglesia parroquial de Lahardane. Ambos vivieron junto con Mary, hermana de John, en el número 11 de Carrowskeheen.
Catherine McGowan regresó a su ciudad natal, Mayo, a finales de 1911, teniendo previsto volver a Chicago en la primavera del año siguiente junto con su sobrina Annie. Esto tal vez influyó en John a la hora de decidir emigrar a Chicago, haciendo planes junto con su esposa y su hermana para establecerse allí. Una de las hermanas de Catherine, Ellen, residía en Chicago, concretamente en el número 66 de Ruby Street.
Catherine se unió a un grupo de alrededor de doce personas compuestas por habitantes de la localidad con la intención de viajar todos juntos en tercera clase en el RMS Titanic, abordando Catherine junto con su esposo el transatlántico en Queenstown el 11 de abril de 1912 con el billete número 364849. La noche del hundimiento, Catherine, John y Mary se encontraban durmiendo cuando el Titanic impactó contra un iceberg, siendo despertados por un miembro de la tripulación, quien les pidió que se levantasen y se vistiesen. Los tres, probablemente junto con otras personas que también viajaban a bordo, lograron alcanzar las cubiertas superiores, teniendo Catherine y Mary la oportunidad de subir a un bote salvavidas. No obstante, ambas se negaron a abandonar el barco sin John, quien no podía acceder a los botes puesto que imperaba la norma «mujeres y niños primero», muriendo los tres en el naufragio, el cual tuvo lugar en las primeras horas de la madrugada del 15 de abril. El cuerpo de Catherine, en caso de haber sido recuperado, nunca fue identificado.